# Los jugadores de ajedrez (pintura de Eakins)
Los jugadores de ajedrez, es una pintura al óleo sobre madera de Thomas Eakins realizada en 1876. Se conserva en el Museo Metropolitano de Arte de Nueva York desde 1881 cuando fue donada por el propio pintor.

## Descripción
El cuadro representa una situación compleja, dos amigos del padre del pintor se encuentran participando en una partida de ajedrez y están observados con mucha atención, por el padre del propio pintor, Benjamin. El pintor hizo honor a su padre con una inscripción en la mesa donde dice: «El hijo de Benjamin Eakins pintó esto 76».